# Ninox natalis
Ninox natalis là một loài chim trong họ Strigidae.
Loài này có liên quan chặt chẽ đến loài chim ưng thuộc chi Ninox, hiện diện ở Đông Nam Á và Úc. N. natalis lần đầu tiên được phân loại ở cấp loài bởi J.J.Lister vào năm 1888. Tuy nhiên, mãi đến năm 1998, xét nghiệm DNA mới xác nhận tình trạng của nó là một loài riêng biệt với những con cú khác. 
N. natalis là loài đặc hữu của đảo Christmas, một lãnh thổ nhỏ của Úc rộng khoảng 135 km2 nằm ở Ấn Độ Dương cách Java khoảng 360 km về phía nam. Môi trường sống tự nhiên của loài này là rừng ẩm thấp nhiệt đới hoặc cận nhiệt đới và vùng đất ẩm nhiệt đới hoặc cận nhiệt đới.